# Sperm
Albums de Oomph!
Oomph!
(1992) Defekt
(1995)
Sperm est le deuxième album du groupe allemand Oomph!. Il est sorti le 2 mai 1994 et est reconnu comme étant à l'origine du genre musical Neue Deutsche Härte.
En comparaison du premier album, les guitares sont bien plus présentes et le ton est plus agressif.

## Liste des titres
1. Suck-Taste-Spit - 3:16
2. Sex - 3:07
3. War - 4:13
4. Dickhead - 3:44
5. Schisma - 1:05
6. Feiert das Kreuz - 4:55
7. Love - 4:22
8. Das ist Freiheit - 5:39
9. Kismet - 2:47
10. Breathtaker - 4:55
11. Ich bin der Weg - 5:05
12. U-Said - 4:22